# Jacques Minutoli
Jacques Minutoli (francisation de Giacomo Minutoli)  (mort vers 1485/1490), est un ecclésiastique italien qui fut évêque d'Agde de 1476 à sa mort.

## Biographie
Giacomo est le fils de Francesco et de Margarita Balbani. Sa famille originaire de Florence s'était établie à Lucques où il naît en 1434.
Il obtient ses grades in utroque jure et se rend à Rome où il entre en relation avec le cardinal Giacomo Ammannati-Piccolomini, évêque de Pavie qui le présente au pape Pie II. Ce dernier le nomme « abréviateur des lettres apostoliques ». Son successeur Paul II fait de lui l'un des commissaires dans le conflit entre les États de l'Église et Roberto Malatesta seigneur de Rimini. Après son succès dans cette mission, il devient « Secrétaire de la pénitencerie apostolique » et comte du Palais du Latran. Il est également apprécié du pape Sixte IV qui le nomme gouverneur de Spolète et évêque de Nocera Umbra en Ombrie en 1472 .
Il accompagne en France le cardinal Jean de la Balue, évêque d'Anger et légat apostolique et attire l'attention du roi Louis XI qui intervient pour qu'il soit transféré de Nocera à Agde le 18 août 1476. Il est chargé  d'appliquer la bulle pontificale du 6 janvier 1477 qui sécularise le chapitre de chanoines de Saint-Flour. Louis XI le charge également d'assurer par intérim l’administration du diocèse de Cambrai. En 1481, il fait partie d'une ambassade pontificale à Venise. Il reçoit en commende une abbaye du diocèse de Poitiers et meurt en France à un endroit et à une date inconnus avant 1490.